# Thiên thể Thorne–Żytkow
Thiên thể Thorne–Żytkow (viết tắt: TŻO hay TZO), còn được gọi là sao lai, là một loại sao được phỏng đoán, trong đó một sao khổng lồ đỏ hoặc siêu sao chứa một sao neutron ở lõi của nó, được hình thành từ sự va chạm của sao khổng lồ với sao neutron. Những thiên thể như vậy đã được Kip Thorne và Anna Żytkow đưa ra giả thuyết vào năm 1977.  Năm 2014, người ta phát hiện ra rằng ngôi sao HV 2112 là một ứng cử viên nặng ký nhưng kể từ khi đó thì điều này đã bị nghi vấn.

## Hình thành
Một thiên thể Thorne-Żytkow được hình thành khi một sao, thường là sao khổng lồ đỏ hoặc siêu sao, va chạm với một sao neutron. Các thiên thể va chạm có thể chỉ đơn giản là những sao lang thang. Điều này chỉ có khả năng xảy ra trong các cụm sao cầu cực kỳ đông đúc. Ngoài ra, sao neutron có thể hình thành trong một hệ sao đôi sau khi một trong hai ngôi sao trở thành siêu tân tinh. Do không có siêu tân tinh nào là đối xứng hoàn hảo và vì năng lượng liên kết của hệ sao đôi thay đổi theo khối lượng bị mất trong siêu tân tinh, nên sao neutron sẽ bị bỏ lại với một số vận tốc tương đối so với quỹ đạo ban đầu của nó. Cú hích này có thể khiến quỹ đạo mới của nó giao cắt với quỹ đạo của sao đồng hành của nó, hoặc, nếu sao đồng hành của nó là một sao dãy chính, nó có thể bị nhấn chìm khi sao đồng hành của nó tiến hóa thành một sao khổng lồ đỏ.
Khi sao neutron đi vào sao khổng lồ đỏ, lực cản giữa sao neutron và các lớp khuếch tán bên ngoài của sao khổng lồ đỏ làm cho quỹ đạo của hệ sao đôi phân rã, và sao neutron và phần lõi của sao khổng lồ đỏ di chuyển theo xoắn ốc hướng vào trong về phía nhau. Tùy thuộc vào sự phân tách ban đầu của chúng, quá trình này có thể mất hàng trăm năm. Cuối cùng, khi hai sao này va chạm vào nhau, sao neutron và phần lõi của sao khổng lồ đỏ sẽ hợp nhất. Nếu khối lượng kết hợp của chúng vượt quá giới hạn Tolman-Oppenheimer-Volkoff thì cả hai sẽ sụp đổ thành một lỗ đen, dẫn đến một siêu tân tinh phân tán các lớp bên ngoài của ngôi sao. Nếu không, cả hai sẽ hợp lại thành một sao neutron duy nhất.
Nếu một sao neutron và một sao lùn trắng hợp nhất, điều này có thể tạo thành một thiên thể Thorne–Żytkow với các tính chất của sao biến quang Bắc Miện R.

## Tính chất
Bề mặt của sao neutron là rất nóng, với nhiệt độ vượt quá 109 K: nóng hơn phần lõi của tất cả, ngoại trừ những ngôi sao to lớn nhất. Nhiệt lượng này bị chi phối hoặc là bởi phản ứng hợp hạch trong khí tích tụ hoặc do sự nén khí bởi trọng lực của sao neutron. Do nhiệt độ cao, các quá trình hạt nhân bất thường có thể diễn ra khi phần vỏ bao của sao khổng lồ đỏ rơi vào bề mặt của sao neutron. Hydro có thể hợp nhất để tạo ra một hỗn hợp các đồng vị khác với trong quá trình tổng hợp hạt nhân sao thông thường, và một số nhà thiên văn học đã đề xuất rằng tổng hợp hạt nhân proton nhanh xảy ra trong các vụ bạo phát tia X cũng diễn ra bên trong các thiên thể Thorne–Żytkow.
Về mặt quan sát, một thiên thể Thorne–Żytkow có thể giống với một siêu sao khổng lồ đỏ, hoặc nếu nó đủ nóng để thổi bay các lớp bề mặt giàu hydro, thì giống một sao Wolf–Rayet giàu nitơ (loại WN8).
Một TŻO có tuổi thọ ước tính 10 5 -10 6 năm. Với tuổi thọ này, có thể có từ 20 đến 200 thiên thể Thorne-Żytkow hiện đang tồn tại trong Ngân Hà.

## Tan rã
Người ta đã đưa ra giả thuyết rằng sự mất mát khối lượng cuối cùng sẽ kết thúc giai đoạn TŻO, với lớp vỏ còn lại chuyển thành một đĩa, dẫn đến sự hình thành của một sao neutron với một đĩa bồi tụ lớn. Những ngôi sao neutron này có thể tạo thành quần thể các sao xung cô lập với các đĩa bồi tụ. Đĩa bồi tụ lớn cũng có thể dẫn đến sự sụp đổ của một ngôi sao, trở thành sao đồng hành của sao neutron. Sao neutron cũng có thể tích tụ đủ vật chất để sụp đổ thành một lỗ đen.

## Lịch sử quan sát
Vào năm 2014, ứng cử viên gần đây nhất, sao HV 2112, đã được quan sát thấy có một số tính chất bất thường cho thấy nó có thể là một thiên thể Thorne–Żytkow. Nhóm khám phá, với Emily Levesque là tác giả chính, lưu ý rằng HV 2112 thể hiện một số đặc điểm hóa học không hoàn toàn khớp với các mô hình lý thuyết, nhưng nhấn mạnh rằng các dự đoán lý thuyết cho một thiên thể Thorne–Żytkow đã khá cũ và các cải tiến lý thuyết đã được thực hiện kể từ khi nó được khái niệm hóa lần đầu.
Tuy nhiên, một bài báo năm 2018 nhận định lại các tính chất của HV 2112, đã lập luận rằng ngôi sao này không có khả năng là một thiên thể Thorne-Żytkow, và nhiều khả năng nó là một sao AGB có khối lượng trung bình.

## Danh sách các ứng viên
| Ứng viên      | Xích kinh            | Xích vĩ        | Vị trí               | Khám phá | Ghi chú | Tham chiếu |
| ------------- | -------------------- | -------------- | -------------------- | -------- | --- | ---------- |
| HV 2112       | 01 h 10 m 03,87 s    | −72° 36′ 52,6″ | Đám mây Magellan nhỏ | 2014     | Ngôi sao này trước đây được xếp vào danh sách sao nhánh tiệm cận khổng lồ, nhưng theo quan sát là phù hợp hơn với tình trạng siêu sao khổng lồ đỏ. | [ 9 ]      |
| U Aquarii     | 22 h 03 m 19,69 s    | −16° 37′ 35,2″ | Bảo Bình             | 1999     | Ngôi sao này từng được xếp vào danh mục sao biến quang Bắc Miện R.                                                                                 | [ 5 ]      |
| VZ Sagittarii | 18 h 15 m 08,58 giây | −29° 42′ 29,6″ | Nhân Mã              | 1999     | Ngôi sao này từng được xếp vào danh mục sao biến quang Bắc Miện R.                                                                                 | [ 5 ]      |
| HV 11417      |                      |                |                      | 2019     | | [ 14 ]     |

## Danh sách cựu ứng viên TŻO
| Cựu ứng viên TŻO | Xích kinh            | Xích vĩ        | Vị trí    | Khám phá | Ghi chú                                                                             | Tham chiếu |
| ---------------- | -------------------- | -------------- | --------- | -------- | ----------------------------------------------------------------------------------- | ---------- |
| GRO J1655-40     | 16 h 54 m 00,14 giây | −39° 50′ 44,9″ | Thiên Yết | 1995     | Tiền thân cho cả sao đồng hành và lỗ đen trong hệ thống này được giả thuyết là TŻO. | [ 13 ]     |